# 5 złotych wzór 1994
5 złotych wzór 1994 – moneta pięciozłotowa bimetaliczna, wprowadzona do obiegu w dniu denominacji z 1 stycznia 1995 r., zarządzeniem z 29 listopada 1994 r.
Pięciozłotówka jest bita od 1994 r.

## Awers
W centralnym punkcie, na wewnętrznym rdzeniu umieszczono godło – orła w koronie, pod łapą orła, z prawej strony, znak mennicy – litery M W, dookoła rdzenia otok, na zewnętrznym pierścieniu z zewnętrznym otokiem dookoła napis: „RZECZPOSPOLITA POLSKA”, a na samym dole rok bicia.

## Rewers
Na tej stronie znajdują się: centralnie na rdzeniu wypukła cyfra 5 nominału, tło monety z wypukłym karbowaniem – poziomym z prawej strony i pionowym z lewej, w tle duża, płaska cyfra 5, z obu stron nominału wklęsłe gałązki, na samym dole, na pierścieniu zewnętrznym napis: „ZŁOTYCH”.

## Nakład
Monetę jest bita w na krążku bimetalicznym o średnicy 24 mm, o wewnętrznym 16-milimetrowym rdzeniu z brązalu (CuAl6Ni2) i zewnętrznym pierścieniu z miedzioniklu MN25, masie 6,54 grama, z rantem moletowanym nieregularnie, według projektu Ewy Tyc-Karpińskiej, w Mennicy Państwowej / Mennicy Polskiej S.A.
Do roku 2023 nakłady monety w poszczególnych latach przedstawiały się następująco:
| Lp. | Rocznik | Mennica             | Nakład (sztuk) | Uwagi                                                                |
| --- | ------- | ------------------- | -------------- | -------------------------------------------------------------------- |
| 1   | 1994    | Mennica Państwowa   | 112 896 033    | istnieją destrukty mennicze stempla odwróconego                      |
| 2   | 1996    | Mennica Państwowa   | 52 940 003     |                                                                      |
| 3   | 2008    | Mennica Polska S.A. | 5 000 000      |                                                                      |
| 4   | 2009    | Mennica Polska S.A. | 59 000 000     |                                                                      |
| 5   | 2010    | Mennica Polska S.A. | 30 000 000     |                                                                      |
| 6   | 2015    | Mennica Polska S.A. | 38 040 000     |                                                                      |
| 7   | 2016    | Mennica Polska S.A. | 35 040 000     |                                                                      |
| 8   | 2017    | Mennica Polska S.A. | 23 220 000     |                                                                      |
| 9   | 2019    | Mennica Polska S.A. | –              | Istnieją kolekcjonerskie bicia tego rocznika w srebrze oraz w złocie |
| 10  | 2020    | Mennica Polska S.A. | 6 436 000      |                                                                      |
| 11  | 2021    | Mennica Polska S.A. | 39 480 000     |                                                                      |
| 12  | 2022    | Mennica Polska S.A. | 32 160 000     |                                                                      |
| 13  | 2023    | Mennica Polska S.A. | 43 180 000     |                                                                      |

## Opis
W 2005 r. Mennica Polska, z okazji 10 lat w obiegu, wyemitowała zestawy kwadratowych klip okolicznościowych, w skład których wchodził również numizmat przedstawiający w centralnej części po obu stronach rysunki awersu i rewersu pięciozłotówki wzór 1994. Na awersie w miejscu cyfr określających rok bicia umieszczono napis „1995–2005”. Numizmaty te powstały na metalicznych kwadratach 32 × 32 mm w czterech wersjach:
- krążek wewnętrzny w brązalu, część zewnętrzna w miedzioniklu (tak samo jak w przypadku monety wprowadzonej do obiegu) – masa 18,2 grama, nakład 5000 sztuk,
- w miedzi – masa 19,5 grama, nakład 2000 sztuk,
- w srebrze Ag925 – masa 20,81 grama, nakład 1000 sztuk,
- w złocie Au900 – masa 39 gramów, nakład 50 sztuk.

Ponieważ emitentem zestawów okolicznościowych była Mennica Polska a nie Narodowy Bank Polski numizmaty te nie są monetami w dosłownym tego słowa znaczeniu. Mimo to, w niektórych polskich katalogach wymieniane są na równi z monetami obiegowymi.
22 maja 2018 r. została wprowadzona przez Narodowy Bank Polski do obiegu, w nakładzie 38 424 000 sztuk, moneta okolicznościowa o nominale 5 złotych z identycznym wzorem awersu jak pięciozłotówka wzór 1994, rokiem emisji 2018 oraz rysunkiem rewersu monety obiegowej uzupełnionym o napis w otoku: „100-LECIE ODZYSKANIA PRZEZ POLSKĘ NIEPODLEGŁOŚCI •2018•”.
27 lutego 2019 r. zostały wprowadzone przez Narodowy Bank Polski do sprzedaży (obiegu) wersje rocznika 2019 wybite w srebrze (5000 sztuk) i złocie (1000 sztuk) będące częścią zestawów kolekcjonerskich upamiętniających stulecie wprowadzenia złotego.

## Wersje próbne
Istnieje wersja tej monety należąca do serii próbnych w niklu z roku 1994, z wypukłym napisem PRÓBA, wybita w nakładzie 500 sztuk.